# Konfucianizmus
A konfucianizmus Konfuciusz (i.e. 551-479) és követői által kidolgozott etikai, filozófiai, politikai eszmék, tanítások. Olyan gondolkodási és viselkedési útmutatási rendszer, amelyet hagyományként, kormányzási, filozófiai, szociális, vallási, és életmódi  tanításokként is jellemeznek. Elsősorban az erkölcsre, a társadalmi etikára és az udvariasság ápolására összpontosít, amiről úgy gondolják, hogy hozzájárul egy harmonikus és jól rendezett társadalom megteremtéséhez.
Konfuciusz befolyása Kelet-Ázsiában olyan mértékű, hogy a nyugati Platónhoz és Jézushoz hasonlítható. Nem vallásalapító, de tanítványaival egy kiteljesedett erkölcsi és társadalmi tanrendszert alkotott. Az iskola különösen nagy hatással volt Tajvan, Japán, Korea, Szingapúr és Vietnám kultúrájára, valamint számos más, túlnyomórészt kínaiak által lakott területre. Ezen országok és területek mindegyikén a konfuciánus etika és társadalmi szokások teljesen összefonódtak a bennszülött hiedelmekkel és gyakorlatokkal, olyan mértékben, hogy sokan az egész kelet-ázsiai szférát "konfuciánus kultúrával" rendelkezőnek jellemzik.
Kínát két évezrede a három tanítás (pinjin: sānjiào), a konfucianizmusból, a taoizmusból és a buddhizmusból álló gondolkodási rendszer irányítja és ezek közül a konfucianizmus gyakorolja a legnagyobb hatást.
A kínai nevének (儒家思想, pinjin rújiā sīxiǎng) jelentése: az írástudók tanítása, iskolája.

## Etikai tanítás
A konfucianizmus nem vallás, inkább etikai tanítás. Más vallásokkal  ellentétben itt nem találunk hierarchikus vallási szervezetet, sem papokat. A követőinek csupán a dzsúk (→ csün-ce) a hivatalos elöljáróik.
A konfucianizmusnál még az erkölcsi elveknek is inkább a Föld igazságos rendjének a megteremtése, mintsem az isteni parancsnak való engedelmesség a célja. Az erkölcs tehát nem valamiféle elvont erő akaratán, hanem a gyakorlatiasságon és alkalmazhatóságon alapul.
A konfuciánus etikára jellemző az erények előmozdítása, amelyek közül az öt állandó: 
- zsen (仁, jóindulat, emberség, éberség);
- jí (义; 義 igazság ; igazságosság);
- li (礼; 禮, szertartásosság);
- csi (智, bölcsesség);
- hszìn (信, hűség, őszinteség).

Ezeket kísérik a következők:
hűség, kegyesség, igazság, testvéri szeretet, jen (felebaráti szeretet) stb. A bölcsességet csak úgy lehet elérni, ha az egyén folyamatosan figyeli a társadalomban az élet szabályait.

## Kulcsfogalmak
- zsen (仁) vagy emberség, emberiesség, éberség

Az aranyszabály: „Ne tedd másokkal azt, amit nem szeretnéd, hogy veled tegyenek!” 
- jí (义; 義) igazság, igazságosság, erkölcs

Magába foglalja a jó cselekedetre való erkölcsi hajlandóságot.
- li (礼; 禮) rítus, szertartásosság vagy illemtudás,

A "rítusok"-nak is fordított kifejezésnek jóval szélesebb jelentése van, mint a nyugati kifejezésnek, mivel egyszerre jelöli a "rituálét", a (vallási) áldozatot" és még a "társadalmi etikettet". A konfuciánus jelentése az udvariasságtól és az etikettől a megfelelő áldozati gyakorlatokig terjed. A lí-nek kiemelt szerepe van a társadalmi szokások kialakításában.
- hsziao (孝) jámborság, tisztelet a szülők, idősebbek, ősök, a feljebbvalók iránt

A legnagyobb erények között tartották számon, amit mind az élők, mind a holtak felé mutatni kell.
- hszin (信) hűség, őszinteség

Gyakran "hűségnek" fordítják. Ez egy olyan erény, amely meghatározza az ember erkölcsi elkötelezettségét a környező társadalmi, kulturális és történelmi közösség egésze iránt.

## Története
Konfuciusz Lu fejedelemségben, Zou városában (a mai Santung tartomány területén) született i. e. 551-ben, és i. e. 479-ben halt meg Csüfuban, Lu fejedelemség fővárosában, ahol idős korában telepedett le, és alapította meg iskoláját. Konfuciusz közvetlen utódait a mai napig számontartják és számos templomot emeltek tiszteletére.
Konfuciusz szemben állt a taoizmussal, bár az ő világképének középpontjában is a tao áll. Szerinte a taónak nincs mágikus ereje, a tao végzetszerű hatalom, amelyet emberi erő nem befolyásolhat.
A tao az emberi magatartást is megszabja. Kívánatos vonásoknak tartja: a jóságot, igazságot, fegyelmezettséget, értelmességet és őszinteséget. A tao, mint örök erkölcsi törvény, benne él az emberben, ezért az ember természeténél fogva jó. Ez az eredeti állapot azonban megbomlott, helyreállításához az erkölcsi követelmények betartása mellett az ősi vallásos szertartások gyakorlására is szükség van. Különösen nagy hangsúlyt fektet az ősök tiszteletére, ami meghatározta a konfucianizmus fő erkölcsi tanításait is. Ezek: a fiú köteles megadni az illő tiszteletet az apjának, a fiatalabb testvér tisztelettel és alázattal tartozik az idősebb testvérnek, a feleség köteles megadni a tiszteletet a férjnek, az ifjabb barát az idősebbnek, az alattvaló a felettesnek, és mindenki köteles magát alávetni a császárnak.

A Kr. e. 3. század végén Kína első császára, Csin Si Huang-ti fellépett a konfuciánus tanításokkal szemben, mert az gátat vetett hatalma abszolút kibontakoztatásának. A hatalomra kerülő Han-dinasztia vette pártfogásába a tanítást, sőt államideológiává tette. Konfuciusz tanításai 1911-ig, a császárkor végéig megőrizték államideológia jellegüket.

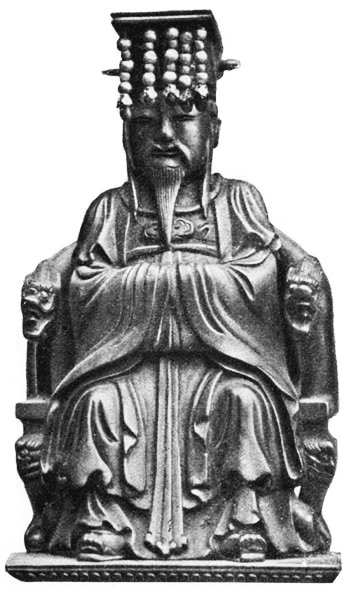
Konfuciusz bronz szobra

## Konfuciusz munkássága
Konfuciusz tudós volt, aki az ókori hagyományokat tiszta és hamisítatlan formában akarta átadni az utódoknak, továbbá morálfilozófus, aki mind az egyén élete, mind az állam kormányzása számára örök normákat tanított. Ebből következően a konfuciánus iskola mértékadó iratai tartalmaznak olyan szövegeket, amelyek korábbi időkből származnak, és Konfuciusz és tanítványai csupán összegyűjtötték, rendezték, közreadták őket, valamint olyanokat, amelyeket Konfuciusz – pontosabban követői – maguk írtak. Az általánosan mértékadónak elfogadott könyvek két csoportra oszthatók: a kanonikus szövegekre, amelyeket állítólag maga Konfuciusz dolgozott ki, és a klasszikus szövegekre, amelyeket Konfuciusz közvetlen vagy közvetett tanítványai jegyeztek le.

### AzÖt klasszikus(wu king)
1. Ji csing, a Változások könyve: ez állítólag Fu-hszi mitikus császárra (i. e. 2950 körül) visszanyúló, másoktól kiegészített és sok tudós által magyarázott misztikus mű, amely a természetfeletti hatalmakkal és azok egymáshoz való kapcsolatával foglalkozik, s főként jóslási célokat szolgál.
2. Shi jing (Si king), a Dalok könyve: 305 régi dalból álló gyűjtemény, amelyet Konfuciusz állított össze nagyobb anyagból.
3. Shu jing (Su king), az Írások könyve. Ez statútumokat, rendeleteket, nyilatkozatokat és más dokumentumokat tartalmaz, Jao császár korától (i. e. 2350) egészen a Csin-dinasztiából való Mu herceg koráig.
4. Chunqiu (Csun-csiu), a Tavasz és ősz krónika, Konfuciusz szülőföldje, Lu történetéről írott műve, amelyben morális bírálatot mond az eseményekről.
5. Li ji (Li ki), a Szertartások feljegyzései. A legkülönfélébb vallási és társadalmi szertartásokkal foglalkozik. A Han-dinasztia idején szerkesztett kompiláció, amely azonban részben Konfuciusz iskolájából származó feljegyzéseken alapul.

A modern sinológia feltételezi, hogy a Változások könyvének legősibb rétegei az i. e. 7. századból származnak, a mű a mai formáját azonban csak az i. e. 2. században nyerte el. A Dalok könyvének keletkezési idejét az i. e. 8-6. századra teszik, az Írások könyve állítólag csak részben nyúlik vissza az i. e. 11-6. századig; sok részletét ui., habár régi töredékek felhasználásával, de csak az i. sz. 4. században fogalmazták meg, régies stílust utánozva.

### ANégy könyv(sishu, sze-su)
1. Beszélgetések és mondások (Lun jü (Lun yu)): Konfuciusz tanítványaival folytatott beszélgetései.
2. A nagy tanítás (Ta hszüe (Da xue)): rövid, valószínűleg részben Konfuciusztól származó erkölcsi értekezés.
3. A közép mozdulatlansága (Csung jung (Zhong yong)): részben Konfuciusz kijelentésein alapuló, részben unokája műve; a belső kiegyensúlyozottság állapotával foglalkozik; azt a bölcsnek mindig meg kell őriznie.
4. Meng-ce (Mengzi) (Meng-ce (Mengzi)): Menciusz (i. e. 372–289) tanításait tartalmazó mű, amely Konfuciusz tanításainak kibontása, továbbfejlesztése.

Ezekhez a kanonikus és klasszikus művekhez egy sor más írás, valamint gazdag kommentárirodalom járul.